# Фабр, Фердинанд
Фердинанд Фабр (фр. Ferdinand Fabre; 9 июня 1827[…], Бедарье — 11 февраля 1898, VI округ Парижа) — французский поэт и романист.
В молодости готовился к духовному званию и окончил курс в духовной семинарии.
В 1853 году выпустил сборник стихотворений «Feuilles de lierre». Но поэтическое творчество не было настоящей сферой Фабра; он впоследствии сам понял это.
В 1862 году появился его роман «Les Courbezon», обративший на него общее внимание; Фабр показал себя здесь убеждённым реалистом, правдивым изобразителем хорошо ему знакомой обстановки.
Его романы можно разделить на две главные категории.
В одних он мастерски изображает быт духовенства, противопоставляя людям веры и подвига священников-материалистов, честолюбцев и оппортунистов, определённо выражая своё нерасположение к иезуитам, сочувственно относясь, в общем, к деревенскому духовенству («L’abbé Tigrane», «Lucifer», «Madame Fuster», «Mon oncle Célestin», 1881).
Другие романы посвящены характеристике деревенской жизни, быта крестьян, живущих среди Севенн. Фабр не закрывает глаза на отрицательные стороны деревенского люда, отмечает грубость нравов, алчность, мстительность, невежество, но выводит вместе с тем отдельных крестьян с более симпатичными и культурными влечениями, охотно описывая, иногда в очень красивой, картинной форме, горную природу («Les Courbezon», «Barnabe», «Xaviére», «Le chévrier» и др.).
Фабру принадлежит также драма из деревенской жизни «L’hospitalière».

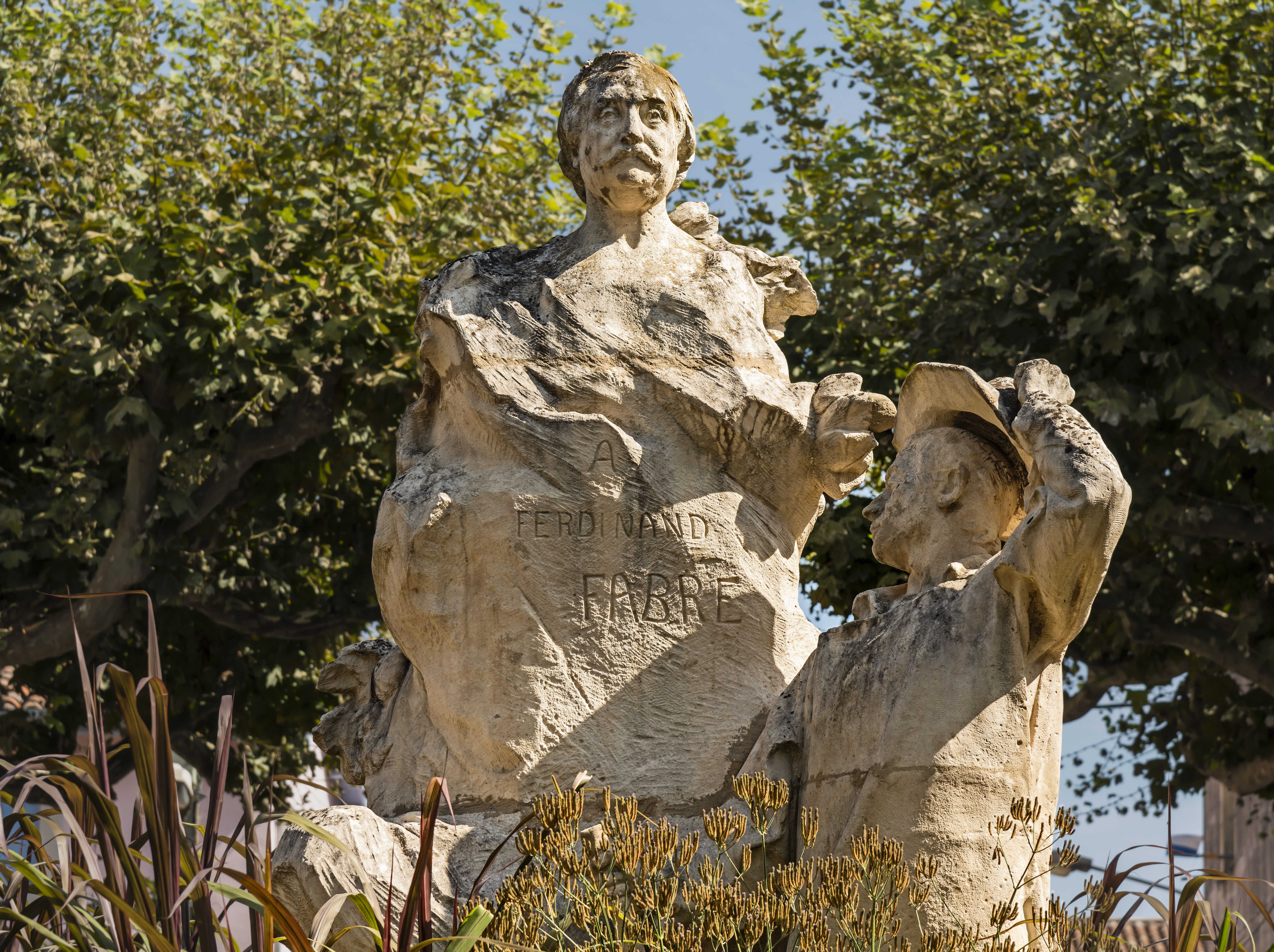
Памятник Фердинанду Фабру в Бедарье

Являясь сторонником реального, почти натуралистического направления, Фабр не был, однако, последователем той или другой школы, занимал обособленное положение, не имел настоящих продолжателей или учеников. Энциклопедия Брокгауза и Ефрона полагала, что «по своему оригинальному и интересному содержанию, тесной связи с изображаемой автором средой и общему гуманному колориту романы Фабра относятся к числу наиболее интересных произведений французской беллетристики XIX века и заслуживали бы гораздо большей популярности».